# علي أبو مريحيل
علي أبو مريحيل ولد في 27 أكتوبر 1981 في مخيم البداوي للاجئين الفلسطينيين بمدينة طرابلس (شمال لبنان)، هو كاتب وصحفي فلسطيني. 

## حياته
ولد علي في أسرة تعود أصولها إلى مدينة بئر السبع التي هُجر معظم سكانها في النكبة عام 1948. تلقى تعليمه الابتدائي والإعدادي في مخيم البداوي بمدارس وكالة غوث وتشغيل اللاجئين الفلسطينيين (أونروا). بعد اتفاقية أوسلو وقيام السلطة الفلسطينية عاد مع والده الذي كان مناضلاً في حركة التحرير الفلسطينية إلى قطاع غزة، وهناك أكمل دراسته الثانوية ومن ثم تخرج في جامعة الأزهر بغزة وحصل على شهادة البكالوريوس في إدارة الأعمال. أثناء دراسته الجامعية أصدر مجموعات شعرية صغيرة، غلب عليها الطابع الرومانسي، ولاقت قصائده آنذاك انتقادات في الوسط الأدبي الفلسطيني بسبب تناقضها مع الواقع المرير الذي يعيشه سكان قطاع غزة. في عام 2010 هاجر إلى جمهورية الصين الشعبية، وبدأ ينشط في مجال الصحافة وكتابة مقالات الرأي. وفي عام 2013 أسس مجلة "صوت العرب"، وكانت أول مطبوعة عربية سياسية تنشر في الصين. في عام 2015 أعد سلسلة تقارير لـ شبكة الجزيرة الإعلامية من إقليم شينجيانغ نشرت في عدد خاص من مجلة الجزيرة في أغسطس عام 2015 غادر إلى السويد، وأعد تقارير وتغطيات خاصة عن اللاجئين للجزيرة، تناولت قصص سجناء سوريين لم يكن بمقدورهم التحدث إلى وسائل الإعلام إلا بعد خروجهم من سوريا ووصولهم إلى بر آمن في القارة الأوروبية. في عام 2016 عاد إلى الصين، والتحق بـ قناة الجزيرة، وعمل في مكتبها بالعاصمة بكين.  

## إصدارات شعرية
مذكرات عاشق (مجموعة شعرية) 2004
عاشق لكل النساء (مجموعة شعرية) 2005
قراءة في عيون حبيبتي (مجموعة شعرية) 2006

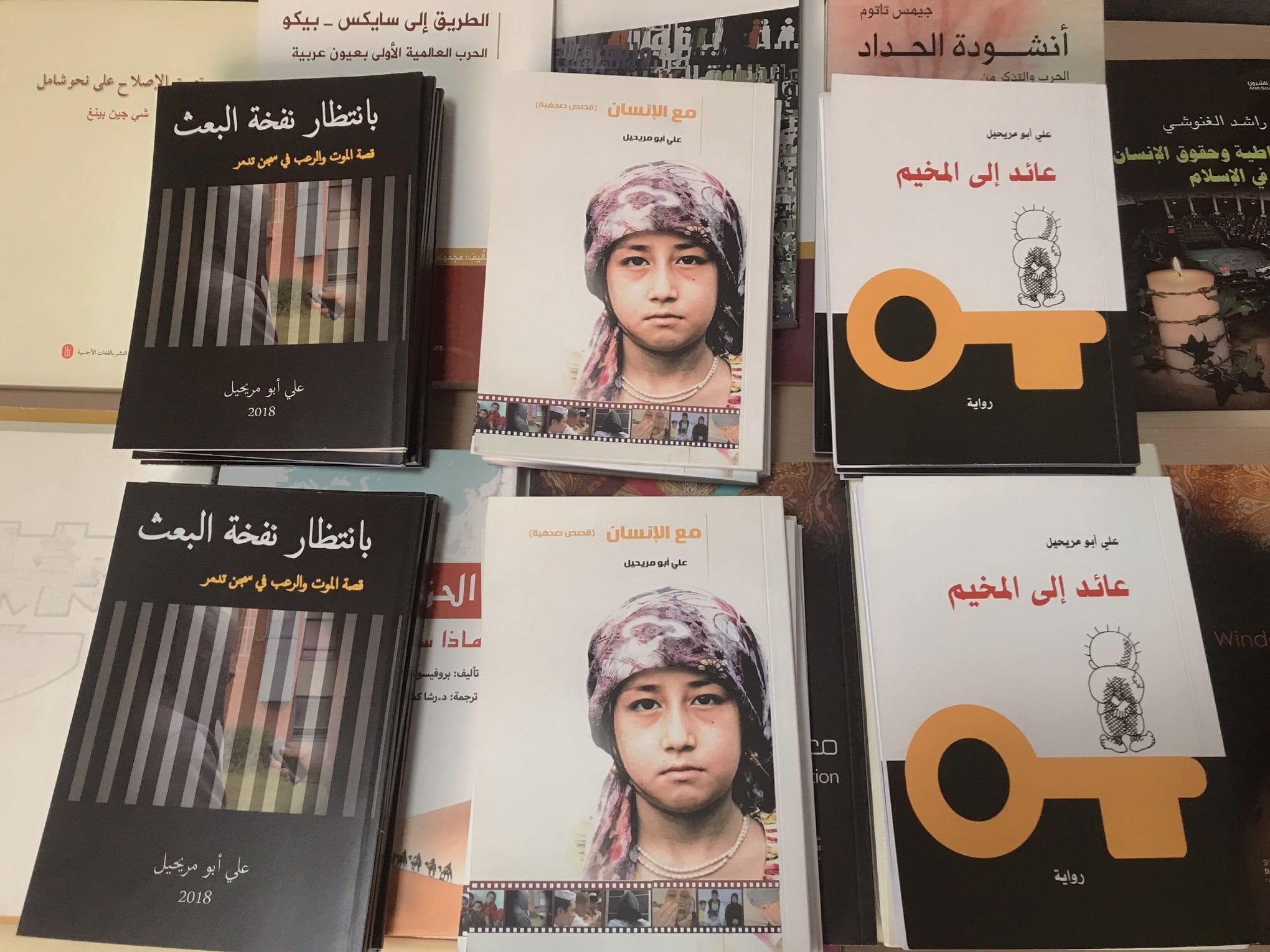
إصدارات الكاتب

قصائد حارقة (مجموعة شعرية) 2006
وتقول لي (قصيدة حوارية) 2008
قُبلة واحدة لا تكفي (مجموعة شعرية) 2008

## كتب
بانتظار نفخة البعث (قصة الموت والرعب في سجن تدمر) 2018
مع الإنسان (قصص صحفية) 2019
عائد إلى المخيم (رواية) 2021